# شوتزهافت‌لاگرفورر

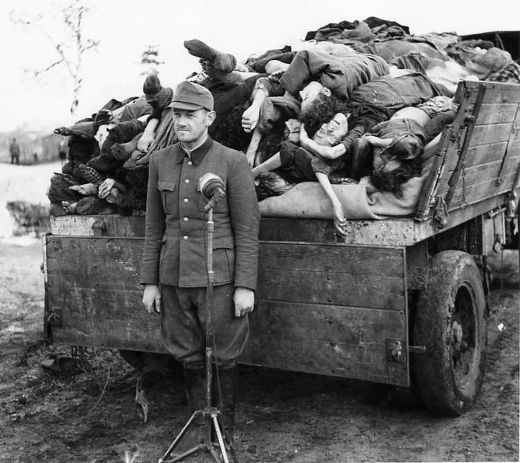
فرانتس هوسلر شوتزهافت‌لاگرفورر اردوگاه میتلباو-دورا

شوتزهافت‌لاگرفورر (آلمانی: Schutzhaftlagerführer) یک درجه و عنوان شبه‌نظامی در اس‌اس بود که مخصوص اعضای اس‌اس-تی‌وی در اردوگاه‌های کار اجباری و اردوگاه‌های مرگ نازی‌ها بود.یک شوتزهافت‌لاگرفورر در راس کارکرد اقتصادی اردوگاه قرار داشت.
معمولاً هر اردوگاه بیش از یک شوتزهافت‌لاگرفورر داشت زیرا اندازه اردوگاه‌ها معمولاً بسیار بزرگ بود. یک شوتزهافت‌لاگرفورر دستورها را از ادارات مرکزی در برلین دریافت می‌کرد و به کمک افراد اس‌اس آن‌ها را به اجرا درمی‌آورد.زندگی زندانیان تماماً در دست آنان بود.
شوتزهافت‌لاگرفورر و آجو دانش مسئول بهره‌برداری از اردوگاه بودند. شوتزهافت‌لاگرفورر هم‌چنین باید نظم اردوگاه را حفظ، از امور روزمره مراقبت، حضور و غیاب و کارهایی مانند آن را انجام می‌داد.
| نام                      | بالاترین درجه در اس‌اس | درجه معادل در بریتانیا و آمریکا | اردوگاه                                                                        |
| ------------------------ | --------------------- | ------------------------------- | ------------------------------------------------------------------------------ |
| هانس آومایر              | اس‌اس-اشتورمبانفورر    | سرگرد                           | اردوگاه آشویتس I                                                               |
| گئورگ باخمایر            | اس‌اس-هاوپت‌اشتورمفورر  | سروان                           | اردوگاه کار اجباری ماوتهاوزن                                                   |
| هرمان بارانوفسکی         | اس‌اس-اوبرفورر         | سرهنگ ارشد                      | اردوگاه کار اجباری داخائو                                                      |
| هاینریش فورستر           | اس‌اس-هاوپت‌اشتورمفورر  | سروان                           | اردوگاه کار اجباری زاخسنهاوزن, اردوگاه میتلباو-دورا                            |
| کارل فریچ                | اس‌اس-هاوپت‌اشتورمفورر  | سروان                           | اردوگاه آشویتس, اردوگاه کار اجباری فلوسنبورگ                                   |
| اوتو هاردر               | اس‌اس-اونتراشتورمفورر  | ستوان دوم                       | از زیراردوگاه‌های اردوگاه کار اجباری نوینگامه                                   |
| فرانتس هوسلر             | اس‌اس-اونتراشتورمفورر  | ستوان یکم                       | اردوگاه آشویتس, اردوگاه میتلباو-دورا, اردوگاه کار اجباری برگن ـ بلزن           |
| کارل اتو کخ              | اس‌اس-اشتاندارتنفورر   | سرهنگ                           | اردوگاه کار اجباری لیختنبورگ                                                   |
| یوزف کرامر               | اس‌اس-هاوپت‌اشتورمفورر  | سروان                           | ناتس‌وایلر-اشتروتهوف                                                            |
| پاول هاینریش تئودور مولر | اس‌اس-اوبراشتورمفورر   | ستوان یکم                       | اردوگاه آشویتس                                                                 |
| الکساندر پیورکوفسکی      | اس‌اس-اشتورمبانفورر    | سرگرد                           | اردوگاه کار اجباری داخائو                                                      |
| ویلهلم روپرت             |                       |                                 | اردوگاه کار اجباری داخائو, اردوگاه مرگ مایدانک                                 |
| آلبرت زاور               |                       |                                 | اردوگاه کار اجباری زاخسنهاوزن                                                  |
| ویلهلم شیتلی             | اس‌اس-هاوپت‌اشتورمفورر  | سروان                           | اردوگاه کار اجباری نوینگامه                                                    |
| گونتر تاماشکه            | اس‌اس-اشتاندارتنفورر   | سرهنگ                           | اردوگاه کار اجباری داخائو                                                      |
| آنتون تومان              | اس‌اس-اوبراشتورمفورر   | ستوان یکم                       | اردوگاه مرگ گروس روزن, اردوگاه مرگ مایدانک, اردوگاه کار اجباری نوینگامه        |
| یاکوب وایزبورن           | اس‌اس-اشتورمبانفورر    | سرگرد                           | اردوگاه کار اجباری داخائو, اردوگاه کار اجباری زاخسنهاوزن, اردوگاه مرگ بوخن‌والد |
| اگون تسیل                | اس‌اس-اشتورمبانفورر    | سرگرد                           | اردوگاه کار اجباری داخائو, اردوگاه کار اجباری لیختنبورگ, اردوگاه مرگ بوخن‌والد  |